# Orfeu
Orfeu es una película brasileña de drama del año 1999, dirigida por Carlos Diegues.
El guion está basado en una obra de teatro del poeta Vinícius de Moraes, adaptado por João Emanuel Carneiro, Cacá Diegues, Paulo Lins, Hamílton Vaz Pereira y Hermano Vianna. La música de la película es Caetano Veloso.

## Elenco
- Toni Garrido.... Orfeu
- Patrícia França.... Eurídice
- Murilo Benício.... Lucinho
- Zezé Motta.... Conceição
- Milton Gonçalves.... Inácio
- Isabel Fillardis.... Mira
- Maria Ceiça.... Carmen
- Stepan Nercessian.... Pacheco
- Maurício Gonçalves.... Pecê
- Lúcio Andrey.... Piaba
- Eliezer Motta.... Stallone
- Sérgio Loroza.... Coice
- Castrinho.... Oswaldo
- Nelson Sargento.... ele próprio
- Cássio Gabus Mendes.... Pedro
- Ed Oliveira.... Paraíba
- Pn DeIan.... Ian